# Spirocarcinus
Spirocarcinus is een geslacht van kreeftachtigen uit de klasse van de Malacostraca (hogere kreeftachtigen).

## Soort
- Spirocarcinus garthi (Pretzmann, 1971)